# Turn This Club Around
Singles par R.I.O.
One More Night
(2011) Animal
(2011)
Singles par U-Jean
Heaven Is a Place on Earth
(2011) Animal
(2011)
Pistes de Turn This Club Around
Animal Miss Sunshine
Turn This Club Around est une chanson du groupe dance allemand R.I.O., extrait de l'album du même nom Turn This Club Around sorti le 16 septembre 2011 sous le label Kontor Records. On retrouve la collaboration vocale de U-Jean. La chanson a été écrite par Yann Peifer, Manuel Reuter, Andres Ballinas et produit par Yann Peifer, Manuel Reuter. Le clip vidéo sort le 15 septembre 2011.

## Liste des pistes
France Téléchargement digital
1. Turn This Club Around (Video Edit) - R.I.O, U -Jean	03:21
2. Turn This Club Around (Extended Mix)	05:20
3. Turn This Club Around (Money G Remix)	05:29
4. Turn This Club Around (Money G Radio Edit)	03:10
5. Turn This Club Around (Crystal Lake Remix)	05:16
6. Turn This Club Around (Crystal Lake Radio Edit) 03:38

 Royaume-Uni Téléchargement digital
1. Turn This Club Around (Video Edit) – 3:21
2. Turn This Club Around (Extended Mix) – 5:19
3. Turn This Club Around (Crystal Lake Radio Edit) – 3:38
4. Turn This Club Around (Money G Radio Edit) – 3:10
5. Turn This Club Around (Kardinal Beats Radio Edit) – 3:22
6. Turn This Club Around (Pokerface Radio Edit) – 3:29
7. Turn This Club Around (Astrixx Radio Edit) – 3:13

## Credits et personnels
- Chanteur – R.I.O. and U-Jean
- Réalisateur artistiques – Yann Peifer, Manuel Reuter
- Parole – Yann Peifer, Manuel Reuter, Andres Ballinas
- Label : Kontor Records

## Classement par pays
| Classement (2011-2012)          | Meilleure position |
| ------------------------------- | ------------------ |
| Autriche (Ö3 Austria Top 40)    | 5                  |
| Allemagne (Media Control AG)    | 3                  |
| Belgique (Flandre Ultratip 100) | 83                 |
| Belgique (Wallonie Ultratip 50) | 46                 |
| Pays-Bas (Single Top 100)       | 43                 |
| Canada (Hot 100)                | 95                 |
| Écosse (OCC)                    | 26                 |
| Slovaquie (IFPI Rádio)          | 83                 |
| Suisse (Schweizer Hitparade)    | 1                  |
| Royaume-Uni (UK Singles Chart)  | 36                 |

### Certifications
| Pays     | Organisme | Certification | Vente  |
| -------- | --------- | ------------- | ------ |
| Danemark | IFPI      | Or            | 15 000 |

## Historique de sortie
| Pays        | Date              | Format                 | Label          |
| ----------- | ----------------- | ---------------------- | -------------- |
| Allemagne   | 16 septembre 2011 | Téléchargement digital | Kontor Records |
| Royaume-Uni | 6 janvier 2012    | Téléchargement digital | Zoo Digital    |